# Cyobius wallacei
Cyobius wallacei är en skalbaggsart som beskrevs av Sharp 1875. Cyobius wallacei ingår i släktet Cyobius och familjen bladhorningar. Inga underarter finns listade i Catalogue of Life.